# Solidago ptarmicoides
Espèce
Synonymes
- Aster albus (Nutt.) Eaton[2]
- Aster ptarmicoides (Nees) Torr. & A.Gray[2]
- Aster ptarmicoides Torr. & A. Gray[3]
- Chrysopsis alba Nutt.[2]
- Diplopappus albus (Nutt.) Lindl. ex Hook.[2]
- Doellingeria ptarmicoides Nees[2]
- Eucephalus albus (Nutt.) Nutt.[2]
- Heleastrum album (Nutt.) DC.[2]
- Inula alba Nutt.[2] [3]
- Oligoneuron album (Nutt.) G. L. Nesom[3]
- Oligoneuron album (Nutt.) G.L.Nesom[2]
- Solidago asteroides Semple[2]
- Unamia alba (Nutt.) Rydb.[2]
- Unamia ptarmicoides (Torr. & A.Gray) Greene[2]

Solidago ptarmicoides, la Verge d'or faux-ptarmica, est une espèce de plantes à fleurs de la famille des Asteraceae. 

## Description
La plante se distingue dans le genre par ses fleurs de couleur blanche à crème, disposées dans des inflorescences organisées en corymbes de capitules, plutôt qu’en grappes allongées. Une plante peut parfois produire jusqu'à 50 petits capitules. Les feuilles sont étroites et linéaires, souvent plutôt rigides. L'espèce préfère les sols secs et sablonneux et les prairies herbeuses.